# Elisabet Lindeberg
Elisabet Amalia Lindeberg, född 19 mars 1869 i Väderstads församling, Östergötlands län, död 19 april 1948 i Lunds domkyrkoförsamling, var en svensk skolledare.
Efter avgångsexamen från Högre lärarinneseminariet i Stockholm 1890 genomgick Lindeberg fjärde avdelningen vid samma seminarium 1891. Hon var lärare vid Norrköpings norra läroverk för flickor (Pihlska skolan) 1891–1905 och föreståndare vid Lunds fullständiga läroverk för flickor (Lindebergska skolan) från 1905.